# 100308 CAS
100308 CAS este o planetă minoră (asteroid) din centura de asteroizi. A fost descoperită pe 21 aprilie 1995 la Ondřejovská hvězdárna⁠(d) de Petr Pravec⁠(d). 
Obiectul prezintă o orbită caracterizată de o semiaxă mare de 2,2223193747739 UAi, o excentricitate de 0,07, o înclinație de 6,1 ° în raport cu ecliptica.